# Tu cara me suena (programa de televisión español)
Tu cara me suena (también conocido por las siglas TCMS) es un programa de televisión español producido por Gestmusic y emitido en Antena 3. En él, en torno a ocho o nueve concursantes deben ser caracterizados como un artista determinado e interpretar una de sus canciones, imitando lo mejor posible al cantante original del que se trate, tanto en movimientos como en voz. Fue estrenado el 28 de septiembre de 2011 y es presentado por Manel Fuentes.
En otoño de 2014 se creó la versión infantil del programa bajo el nombre de Tu cara me suena mini, pero debido a su baja audiencia, rozando el aprobado en la cadena, no se han hecho más ediciones infantiles del formato. Asimismo, a principios de diciembre de 2016, tras el éxito de su quinta edición, Antena 3 anunció la versión anónima del formato llamada Tu cara no me suena todavía, la cual se estrenó en 2017, donde cada semana participaban 10 personas anónimas diferentes.

## Mecánica
Los participantes deberán demostrar cada semana ser los mejores cantando e imitando a cantantes reales que le son asignados de forma aleatoria tras accionar el famoso pulsador en la gala anterior.
Tras sus actuaciones, el jurado y el público presente valorarán a los concursantes siguiendo el formato de votación eurovisivo, dando una puntuación diferente a cada uno (4, 5, 6, 7, 8, 9, 10, 11 y 12 puntos).
Estos puntos sirven para establecer un orden en el cual a los concursantes se le son asignados puntos del 4 al 12, dependiendo de su posición (en caso de empate, el presidente del jurado es el encargado de restablecer el orden, según el criterio que decida).
Al sumar los puntos que previamente presentó el público se obtiene la clasificación final de la gala (en caso de empate prevalecen los votos del público sobre los demás), en la cual el ganador donará los 3000 € del premio semanal a la organización benéfica que prefiera. También existe la posibilidad de que los concursantes decidan ceder el premio o compartir el mismo con otro concursante. Los puntos de la clasificación semanal se irán acumulando en una clasificación general, que servirá para decidir a los finalistas.
En las semifinales no podrán votar ni el público presente ni los concursantes, siendo el jurado y los telespectadores mediante televoto los que tendrán el sufragio. Asimismo, en el último programa se elegirá, únicamente mediante televoto, al ganador de entre los finalistas resultantes, el cual donará 30 000 € de la misma manera que se hizo con los premios semanales.

### Historia
La mecánica actual es fruto de una modificación realizada a partir de la cuarta edición del programa (2015).
En los orígenes de mismo, el público no valoraba las actuaciones hasta la gala final, y era el jurado el único encargado de otorgar los puntos a los concursantes (dichos puntos no incluían el 11 en las dos primeras temporadas, en cada una de las cuales participaron 8 concursantes en lugar de 9).
Además, la forma de valorar del jurado era individual; cada miembro tenía unos minutos para otorgar su lista de puntos y realizar breves comentarios de cada actuación (a partir de la modificación, cada concursante recibe las cuatro valoraciones, que aparecen en una pantalla de forma simultánea).
Una vez conocidos los puntos otorgados por los miembros del jurado, cada concursante dará 5 puntos (3 puntos en la cuarta edición) a la actuación de sus compañeros que considere mejor. En la quinta edición fue eliminada permanentemente.
Cabe destacar también que durante las tres primeras temporadas era usual la participación de un famoso diferente por gala, que valoraba a los concursantes en las mismas condiciones que el jurado y que se encontraba allí tras haber colaborado esa noche de alguna forma.
En suma, la reciente modificación fue concebida tanto para agilizar la fase de votaciones, como para dotar al público de un mayor protagonismo en cada gala (ya que sus votos constituyen semanalmente el 50 % de los votos que reciben los concursantes).
Destacar que, en caso de empate en primera posición tras la suma de votos de jurado y público, los concursantes eran los que debían realizar el desempate, votando individualmente a la actuación que según su criterio debía ganar la gala. Esto solamente sucedió en la quinta y en la séptima edición, ya que en la cuarta, en la sexta, en la octava y en la novena prevalece el voto de público.

### Casillas
A partir de la cuarta temporada, se introdujeron al pulsador una serie de nuevas casillas para las imitaciones de los concursantes:
- Trae un amigo: el concursante al que le haya tocado esta casilla en el pulsador llevará a un amigo para que le ayude a imitar a otro de los cantantes que le haya tocado. Esta casilla apareció a partir de la cuarta edición y sigue hasta la actualidad. Ha habido diferentes variantes de esta casilla como Trae dos amigos, que apareció dos veces en la décima edición, en el que el concursante llevaba a dos amigos que le ayudasen; Trae a tu familia, que apareció en la duodécima edición, en el que el concursante llevaba a uno o varios miembros de su familia; y Trae tres amigas, que apareció en la duodécima edición, en el que el concursante llevaba a tres amigas.
- Dos en uno: el concursante tendrá que imitar simultáneamente a dos cantantes, utilizando tecnologías de espejos o de edición para conseguir al segundo cantante imitado. Esta casilla apareció desde la cuarta hasta la sexta edición, volviendo a salir en la decimosegunda edición.
- Original y copia: el concursante al que le haya tocado esta casilla en el pulsador imitará junto con el/la cantante original que le ha tocado imitar. Esta casilla apareció a partir de la cuarta edición y sigue hasta la actualidad y también ha aparecido en la gala Especial Navidad de 2020 y la de Reyes Magos de 2023.
- Training VIP: el concursante al que le haya tocado esta casilla en el pulsador imitará tras haber sido instruido por el/la cantante original que le haya tocado y este/a, tras la actuación, le valorará junto con el jurado. Esta casilla apareció a partir de la cuarta edición y sigue hasta la actualidad y también ha aparecido en la gala Especial Navidad de 2020.
- Te lo robo: al final de la selección de cantantes a imitar por parte del pulsador, el concursante al que le haya tocado esta casilla elegirá qué cantante de los que le haya tocado a cualquiera de sus compañeros robará y, por lo cual, imitará en la gala. El concursante elegido tendrá que volver a pasar por el pulsador para que le toque un nuevo cantante. Esta casilla apareció a partir de la séptima edición y sigue hasta la actualidad.
- Duelo: esta casilla toca a dos concursantes, los cuales tendrán que imitar a un mismo/a cantante. Antes del veredicto del público en las valoraciones, el resto de compañeros valora cuál de los dos concursantes ha imitado mejor al cantante y, quien reciba más votos de estos, se le suma 2 puntos a su puntuación de la noche. Esta casilla apareció a partir de la décima edición y sigue hasta la actualidad.

#### Casillas retiradas
- Reto: al final de la selección de cantantes a imitar por parte del pulsador, el concursante al que le haya tocado esta casilla elegirá a qué cantante de los que le haya tocado a cualquiera de sus compañeros imitará, teniendo dos actuaciones de ese cantante en la gala. Esta casilla solo apareció una vez en la cuarta edición.
- Sorpresa, sorpresa: el concursante elegirá si imitar al cantante que le haya tocado en el pulsador en un principio o a otro cantante aleatorio. Esta casilla solo apareció en la cuarta edición.
- Te lo regalo: esta casilla es lo contrario a la casilla Te lo robo. El concursante al que le haya tocado esta casilla y su correspondiente cantante lo regalará al concursante que quiera, teniendo que volver a pasar por el pulsador para que le asigne un nuevo cantante. Esta casilla solo apareció en dos ocasiones, una en la novena y otra en la décima edición.
- Copia VIP: una mezcla entre las casillas Original y copia y Training VIP. El concursante al que le haya tocado esta casilla en el pulsador imitará junto con el/la cantante original que le haya tocado imitar tras haber sido instruido por este mismo y, tras la actuación, le valorará junto con el jurado. Esta casilla apareció en la undécima edición.

#### Casillas especiales
- Repite actuación: el concursante tiene que elegir un cantante al que imitó anteriormente y volver a imitarlo. Esta casilla apareció en la gala Especial Navidad de 2020.
- Trae un compi: el concursante tiene que imitar a un cantante acompañado de un compañero suyo. Esta casilla apareció en la gala Especial Navidad de 2020.
- Trae un gemeliers: el concursante tiene que imitar un cantante junto con uno de los integrantes del dueto musical Gemeliers. Esta casilla apareció en la gala Especial Navidad de 2020.

## Temporadas
| Temporada | Temporada | N.º de prog. | Fechas                   | Fechas                  | Ganador/a        | Audiencia media | Audiencia media |
| Temporada | Temporada | N.º de prog. | Estreno                  | Final                   | Ganador/a        | Espectadores    | Cuota           |
| --------- | --------- | ------------ | ------------------------ | ----------------------- | ---------------- | --------------- | --------------- |
|           | 1         | 10           | 28 de septiembre de 2011 | 30 de noviembre de 2011 | Angy Fernández   | 2 915 000       | 18,9%           |
|           | 2         | 16           | 1 de octubre de 2012     | 11 de febrero de 2013   | Roko             | 3 355 000       | 22,0%           |
|           | 3         | 19           | 24 de octubre de 2013    | 27 de marzo de 2014     | Edurne           | 2 809 000       | 19,9%           |
|           | 4         | 17           | 18 de septiembre de 2015 | 29 de enero de 2016     | Ruth Lorenzo     | 3 215 000       | 22,3%           |
|           | 5         | 18           | 7 de octubre de 2016     | 3 de marzo de 2017      | Blas Cantó       | 3 288 000       | 23,6%           |
|           | 6         | 20           | 29 de septiembre de 2017 | 2 de marzo de 2018      | Miquel Fernández | 2 198 000       | 16,9%           |
|           | 7         | 15           | 28 de septiembre de 2018 | 8 de febrero de 2019    | María Villalón   | 2 610 000       | 20,2%           |
|           | 8         | 17           | 10 de enero de 2020      | 8 de enero de 2021      | Jorge González   | 2 547 000       | 19,0%           |
|           | 9         | 15           | 5 de noviembre de 2021   | 4 de marzo de 2022      | Agoney           | 2 378 000       | 21,0%           |
|           | 10        | 16           | 24 de marzo de 2023      | 21 de julio de 2023     | Miriam Rodríguez | 1 794 000       | 19,1%           |
|           | 11        | 14           | 12 de abril de 2024      | 19 de julio de 2024     | David Bustamante | 1 673 000       | 19,6%           |
|           | 12        | 14           | 4 de abril de 2025       | 11 de julio de 2025     | Melani García    | 1 743 000       | 21,7%           |
| Total     | Total     | 191          | 28 de septiembre de 2011 |                         | —                | 2 544 000       | 20,3%           |

- * Edición en emisión, se actualizará la audiencia media después de cada gala.

## Equipo

### Presentador
| Edición       | 1    | 2    | 2    | 3    | 3    | 4    | 4    | 5    | 5    | 6    | 6    | 7    | 7    | 8    | 8    | 9    | 9    | 10   | 11   | 12   |
| Año           | 2011 | 2012 | 2013 | 2013 | 2014 | 2015 | 2016 | 2016 | 2017 | 2017 | 2018 | 2018 | 2019 | 2020 | 2021 | 2021 | 2022 | 2023 | 2024 | 2025 |
| ------------- | ---- | ---- | ---- | ---- | ---- | ---- | ---- | ---- | ---- | ---- | ---- | ---- | ---- | ---- | ---- | ---- | ---- | ---- | ---- | ---- |
| Manel Fuentes |      |      |      |      |      |      |      |      |      |      |      |      |      |      |      |      |      |      |      |      |

### Jurado
Las actuaciones de los famosos concursantes son valoradas por un jurado profesional compuesto habitualmente por cuatro personas, que a veces se ve reforzado por los invitados del programa.
     Jurado fijo
     Jurado suplente (en 1 o más galas)
     Jurado invitado
| Jueces               | Temporadas | Temporadas | Temporadas | Temporadas | Temporadas | Temporadas | Temporadas | Temporadas | Temporadas | Temporadas | Temporadas | Temporadas |
| Jueces               | 1          | 2          | 3          | 4          | 5          | 6          | 7          | 8          | 9          | 10         | 11         | 12         |
| -------------------- | ---------- | ---------- | ---------- | ---------- | ---------- | ---------- | ---------- | ---------- | ---------- | ---------- | ---------- | ---------- |
| Carolina Cerezuela   |            |            |            |            |            |            |            |            |            |            |            |            |
| Chenoa               |            |            |            |            |            |            |            |            |            |            |            |            |
| Shaila Dúrcal        |            |            |            |            |            |            |            |            |            |            |            |            |
| Florentino Fernández |            |            |            |            |            |            |            |            |            |            |            |            |
| Lolita Flores        |            |            |            |            |            |            |            |            |            |            |            |            |
| Carlos Latre         |            |            |            |            |            |            |            |            |            |            |            |            |
| Ángel Llácer         |            |            |            |            |            |            |            |            |            |            |            |            |
| Mónica Naranjo       |            |            |            |            |            |            |            |            |            |            |            |            |
| Marta Sánchez        |            |            |            |            |            |            |            |            |            |            |            |            |

#### Jurado suplente
| Jueces          | Temporadas | Temporadas | Temporadas | Temporadas | Temporadas | Temporadas | Temporadas | Temporadas | Temporadas | Temporadas | Temporadas | Temporadas |
| Jueces          | 1          | 2          | 3          | 4          | 5          | 6          | 7          | 8          | 9          | 10         | 11         | 12         |
| --------------- | ---------- | ---------- | ---------- | ---------- | ---------- | ---------- | ---------- | ---------- | ---------- | ---------- | ---------- | ---------- |
| Silvia Abril    |            |            |            |            |            |            |            |            |            |            |            |            |
| Anabel Alonso   |            |            |            |            |            |            |            |            |            |            |            |            |
| José Corbacho   |            |            |            |            |            |            |            |            |            |            |            |            |
| Carolina Ferre  |            |            |            |            |            |            |            |            |            |            |            |            |
| Ruth Lorenzo    |            |            |            |            |            |            |            |            |            |            |            |            |
| María del Monte |            |            |            |            |            |            |            |            |            |            |            |            |
| Santiago Segura |            |            |            |            |            |            |            |            |            |            |            |            |

#### Especiales
| Miembro del jurado | Galas especiales        | Galas especiales               | Galas especiales               | Galas especiales                | Galas especiales              | Galas especiales              | Galas especiales              | Galas especiales        | Galas especiales              | Galas especiales     |
| Miembro del jurado | Especial Navidad (2012) | Tu cara más solidaria 1 (2013) | Tu cara más solidaria 2 (2013) | Elige al primero: TCMS 5 (2016) | Concierto de Año Nuevo (2017) | Concierto de Año Nuevo (2018) | Concierto de Año Nuevo (2019) | Especial Navidad (2020) | Concierto de Año Nuevo (2022) | Gala de Reyes (2023) |
| ------------------ | ----------------------- | ------------------------------ | ------------------------------ | ------------------------------- | ----------------------------- | ----------------------------- | ----------------------------- | ----------------------- | ----------------------------- | -------------------- |
| Silvia Abril       |                         |                                |                                |                                 |                               |                               |                               |                         |                               |                      |
| Anabel Alonso      |                         |                                |                                |                                 |                               |                               |                               |                         |                               |                      |
| David Bustamante   |                         |                                |                                |                                 |                               |                               |                               |                         |                               |                      |
| Carolina Cerezuela |                         |                                |                                |                                 |                               |                               |                               |                         |                               |                      |
| José Corbacho      |                         |                                |                                |                                 |                               |                               |                               |                         |                               |                      |
| Chenoa             |                         |                                |                                |                                 |                               |                               |                               |                         |                               |                      |
| Shaila Dúrcal      |                         |                                |                                |                                 |                               |                               |                               |                         |                               |                      |
| Carolina Ferre     |                         |                                |                                |                                 |                               |                               |                               |                         |                               |                      |
| Lolita Flores      |                         |                                |                                |                                 |                               |                               |                               |                         |                               |                      |
| Elena Furiase      |                         |                                |                                |                                 |                               |                               |                               |                         |                               |                      |
| Carlos Latre       |                         |                                |                                |                                 |                               |                               |                               |                         |                               |                      |
| Ángel Llácer       |                         |                                |                                |                                 |                               |                               |                               |                         |                               |                      |
| Ruth Lorenzo       |                         |                                |                                |                                 |                               |                               |                               |                         |                               |                      |
| María del Monte    |                         |                                |                                |                                 |                               |                               |                               |                         |                               |                      |
| Mónica Naranjo     |                         |                                |                                |                                 |                               |                               |                               |                         |                               |                      |
| Marta Sánchez      |                         |                                |                                |                                 |                               |                               |                               |                         |                               |                      |
| Santiago Segura    |                         |                                |                                |                                 |                               |                               |                               |                         |                               |                      |

### Profesores
Las actuaciones de los famosos concursantes son ensayadas previamente junto a profesionales del teatro, la música y la danza.
     Profesor fijo
     Profesor suplente
| Profesor         | Temporada | Temporada | Temporada | Temporada | Temporada | Temporada | Temporada | Temporada | Temporada | Temporada | Temporada | Temporada |
| Profesor         | 1         | 2         | 3         | 4         | 5         | 6         | 7         | 8         | 9         | 10        | 11        | 12        |
| ---------------- | --------- | --------- | --------- | --------- | --------- | --------- | --------- | --------- | --------- | --------- | --------- | --------- |
| Íñigo Asiain     |           |           |           |           |           |           |           |           |           |           |           |           |
| Miryam Benedited |           |           |           |           |           |           |           |           |           |           |           |           |
| Carlos Latre     |           |           |           |           |           |           |           |           |           |           |           |           |
| Ángel Llácer     |           |           |           |           |           |           |           |           |           |           |           |           |
| Arnau Vilà       |           |           |           |           |           |           |           |           |           |           |           |           |

## Ediciones

### Leyenda
Ganador/a
     2.º Finalista
     3.er Finalista
     4.º Finalista
     5.º Finalista
     6.º Finalista
     En competición
     Clasificado/a
     El concursante renuncia a su puesto como finalista

### Tu cara me suena 1(2011)
- 28 de septiembre de 2011 – 30 de noviembre de 2011

Esta es la primera edición de este nuevo concurso de talentos que Antena 3 pone en marcha. Un grupo de 8 artistas imitan a cantantes consagrados que les son asignados por el pulsador, una máquina que elige al azar al artista que deben imitar en la siguiente gala, excepto en la gala final, en la que los finalistas pueden escoger al artista que desean imitar.
|                     |                | Edad                                              | Ocupación                                     | Resultado      |
| ------------------- | -------------- | ------------------------------------------------- | --------------------------------------------- | -------------- |
|                     | Angy Fernández | 21 años                                           | Cantante y actriz, finalista de Factor X 2007 | Ganadora (39%) |
| Santiago Segura     | 46 años        | Actor y cineasta                                  | 2.º finalista (33%)                           |                |
| Julio Iglesias, Jr. | 38 años        | Cantante                                          | 3.er finalista (28%)                          |                |
| Sylvia Pantoja      | 42 años        | Cantante                                          | 4.ª finalista (16%)                           |                |
| Toñi Salazar        | 48 años        | Cantante, integrante de Azúcar Moreno             | 5.ª clasificada                               |                |
| Josema Yuste        | 57 años        | Actor y humorista, exintegrante de Martes y Trece | 6.º clasificado                               |                |
| Carolina Ferre      | 37 años        | Presentadora de TV                                | 7.ª clasificada                               |                |
| Francisco           | 52 años        | Cantante                                          | 8.º clasificado                               |                |

### Tu cara me suena 2(2012-2013)
- 1 de octubre de 2012 – 11 de febrero de 2013

Tras el gran éxito de la primera edición Antena 3 estrenó la segunda edición de Tu cara me suena en el mes de octubre, con nuevos famosos dispuestos a sorprender con sus imitaciones semana a semana, un plató más grande que seguía la estética del anterior y manteniendo los buenos resultados de audiencia de la primera edición.
|                 |         | Edad                                 | Ocupación                            | Resultado      |
| --------------- | ------- | ------------------------------------ | ------------------------------------ | -------------- |
|                 | Roko    | 23 años                              | Cantante, finalista de El número uno | Ganadora (54%) |
| Daniel Diges    | 31 años | Cantante y actor                     | 2.º finalista (46%)                  |                |
| Arturo Valls    | 37 años | Humorista, actor y presentador de TV | 3.er finalista (22%)                 |                |
| María del Monte | 50 años | Cantante y presentadora              | 4.ª finalista (22%)                  |                |
| Santiago Segura | 47 años | Actor y cineasta                     | 5.º finalista (21%)                  |                |
| Anna Simon      | 30 años | Presentadora de TV                   | 6.ª clasificada (11%)                |                |
| Ángeles Muñoz   | 37 años | Vocalista de Camela                  | 7.ª clasificada (7%)                 |                |
| Javier Herrero  | 52 años | Cantante, integrante de Los Pecos    | 8.º clasificado (5%)                 |                |

### Tu cara me suena 3(2013-2014)
- 24 de octubre de 2013 – 27 de marzo de 2014

Tras el gran éxito de las dos primeras ediciones, Antena 3 confirmó que habría una tercera edición de Tu cara me suena. Esta edición, presentada por Manel Fuentes, se estrenó en octubre de 2013, en la que participaron nueve famosos, En esta tercera edición de Tu cara me suena formaron parte del jurado la cantante española Marta Sánchez juntó a Mónica Naranjo, Carlos Latre, Ángel Llácer y un jurado comodín (un famoso relacionado con el mundo de la música diferente por gala) Los Chunguitos participaron como uno, imitando a dúos musicales y hubo galas temáticas.
|                      |         | Edad                                     | Ocupación                      | Resultado      |
| -------------------- | ------- | ---------------------------------------- | ------------------------------ | -------------- |
|                      | Edurne  | 28 años                                  | Cantante, finalista de OT 2005 | Ganadora (60%) |
| Melody               | 23 años | Cantante y actriz                        | 2.ª finalista (40%)            |                |
| Xuso Jones           | 24 años | Cantante                                 | 3.er finalista (20%)           |                |
| Llum Barrera         | 45 años | Actriz y humorista                       | 4.ª finalista (11%)            |                |
| Florentino Fernández | 41 años | Humorista y presentador                  | 5.º finalista (5%)             |                |
| José Salazar         | 55 años | Cantantes, integrantes de Los Chunguitos | 6.os clasificados (10%)        |                |
| Juan Salazar         | 58 años | Cantantes, integrantes de Los Chunguitos | 6.os clasificados (10%)        |                |
| Santi Rodríguez      | 48 años | Actor y cómico                           | 7.º clasificado (3%)           |                |
| José Manuel Soto     | 53 años | Cantautor                                | 8.º clasificado (3%)           |                |
| Ángela Carrasco      | 64 años | Cantante y actriz                        | 9.ª clasificada (1%)           |                |

### Tu cara me suena 4(2015-2016)
- 18 de septiembre de 2015 – 29 de enero de 2016

Después de la temporada de Tu cara me suena mini, la versión original del programa volvió a la programación de Antena 3 en septiembre de 2015 con grandes cambios en el logotipo, el plató, la mecánica y el jurado. Esta edición seguía siendo presentada por Manel Fuentes y el jurado cambió a la mitad de sus miembros, dejando intactos a Carlos Latre y a Àngel Llàcer e introduciendo a Lolita y a Shaila Dúrcal.
|                  |              | Edad                             | Ocupación            | Resultado      |
| ---------------- | ------------ | -------------------------------- | -------------------- | -------------- |
|                  | Ruth Lorenzo | 37 años                          | Cantante             | Ganadora (47%) |
| Edu Soto         | 42 años      | Actor y humorista                | 2.º finalista (36%)  |                |
| Pablo Puyol      | 44 años      | Actor y cantante                 | 3.er finalista (17%) |                |
| Ana Morgade      | 40 años      | Humorista, presentadora y actriz | 4.ª finalista (6%)   |                |
| Adrián Rodríguez | 31 años      | Actor y cantante                 | 5.º finalista (4%)   |                |
| Falete           | 42 años      | Cantante                         | 6.º clasificado      |                |
| Silvia Abril     | 49 años      | Actriz, humorista y presentadora | 7.ª clasificada      |                |
| El Sevilla       | 50 años      | Vocalista de Mojinos Escozíos    | 8.º clasificado      |                |
| Vicky Larraz     | 57 años      | Cantante, vocalista de Olé Olé   | 9.ª clasificada      |                |

### Tu cara me suena 5(2016-2017)
- 7 de octubre de 2016 – 3 de marzo de 2017

Después de la gran audiencia recogida en la cuarta edición, Antena 3 confirma una quinta temporada, la cual tendrá que escoger un gran casting para superar los datos de la gran acogida que obtuvo la anterior edición.
Antena 3 preparó una gala especial llamada Elige al primero: Tu cara me suena 5, que se celebró el día 5 de febrero de 2016 en la que la audiencia pudo elegir a qué concursante de los presentes en la gala especial sería el primer concursante de la quinta edición del programa. De esta manera sería la primera vez que en el formato de Antena 3 se hace este sistema, hacer que la audiencia elija a quién quiere ver. La ganadora de esa gala fue Lorena Gómez. El jurado, a partir de esta edición, estuvo formado por Carlos Latre, Lolita, Àngel Llàcer y Chenoa, esta última como nueva incorporación.
|                 |            | Edad                                           | Ocupación                       | Resultado     |
| --------------- | ---------- | ---------------------------------------------- | ------------------------------- | ------------- |
|                 | Blas Cantó | 25 años                                        | Cantante, exintegrante de Auryn | Ganador (55%) |
| Rosa López      | 36 años    | Cantante, ganadora de OT 2001                  | 2.ª finalista (31%)             |               |
| Lorena Gómez    | 30 años    | Cantante, ganadora de OT 2006                  | 3.ª finalista (14%)             |               |
| Beatriz Luengo  | 34 años    | Cantante y actriz                              | 4.ª finalista (7%)              |               |
| Canco Rodríguez | 39 años    | Actor                                          | 5.º finalista (3%)              |               |
| Esther Arroyo   | 48 años    | Modelo, actriz y presentadora de TV            | 6.ª clasificada                 |               |
| Juan Muñoz      | 51 años    | Humorista y actor, exintegrante de Cruz y Raya | 7.º clasificado                 |               |
| David Guapo     | 36 años    | Humorista y monologuista                       | 8.º clasificado                 |               |
| Yolanda Ramos   | 47 años    | Actriz y humorista                             | 9.ª clasificada                 |               |

### Tu cara me suena 6(2017-2018)
- 29 de septiembre de 2017 – 2 de marzo de 2018

Después de la gran audiencia de la quinta edición, Antena 3 no dudó en renovar el programa por una sexta edición. En junio se confirmó la presencia de Manel Fuentes como presentador y las plazas de Carlos Latre, Lolita Flores, Chenoa y Àngel Llàcer como jurado, mismo equipo que la temporada anterior. Además, se renovó el plató, y la imagen y línea gráfica por tercera vez en la historia del programa, teniendo en cuenta la original de 2011 y la renovación llevada a cabo en 2015.
|                          |                  | Edad                           | Ocupación            | Resultado     |
| ------------------------ | ---------------- | ------------------------------ | -------------------- | ------------- |
|                          | Miquel Fernández | 37 años                        | Actor                | Ganador (46%) |
| Lucía Gil                | 19 años          | Cantante y actriz              | 2.ª finalista (28%)  |               |
| Fran Dieli               | 37 años          | Cantante, finalista de OT 2005 | 3.er finalista (26%) |               |
| Diana Navarro            | 39 años          | Cantante                       | 4.ª finalista (15%)  |               |
| Raúl Pérez               | 41 años          | Imitador y humorista           | 5.º finalista (6%)   |               |
| Pepa Aniorte             | 44 años          | Actriz                         | 6.ª finalista (3%)   |               |
| Lucía Jiménez            | 39 años          | Actriz                         | 7.ª clasificada      |               |
| La Terremoto de Alcorcón | 37 años          | Cantante y actriz              | 8.ª clasificada      |               |
| David Amor               | 37 años          | Actor y humorista              | 9.º clasificado      |               |

### Tu cara me suena 7(2018-2019)
- 28 de septiembre de 2018 – 8 de febrero de 2019

Antena 3 renovó el programa por una séptima edición, y anunció en abril que el programa se encuentra en la fase de casting, buscando nuevos famosos que pasarían por el escenario en esta edición, que contaría con la presencia de Manel Fuentes como presentador y de Carlos Latre, Lolita Flores, Chenoa y Àngel Llàcer como jurado, mismo equipo que las temporadas anteriores. En algunas galas, Latre fue sustituido por Santiago Segura.
|                |                | Edad                                   | Ocupación                           | Resultado      |
| -------------- | -------------- | -------------------------------------- | ----------------------------------- | -------------- |
|                | María Villalón | 29 años                                | Cantante, ganadora de Factor X 2007 | Ganadora (35%) |
| Carlos Baute   | 44 años        | Cantante y compositor                  | 2.º finalista (34%)                 |                |
| Soraya Arnelas | 35 años        | Cantante, finalista de OT 2005         | 3.ª finalista (31%)                 |                |
| Mimi Doblas    | 26 años        | Cantante, concursante de OT 2017       | 4.ª finalista (20%)                 |                |
| Jordi Coll     | 32 años        | Actor y cantante                       | 5.º finalista (8%)                  |                |
| Brays Efe      | 29 años        | Actor                                  | 6.º clasificado                     |                |
| Anabel Alonso  | 53 años        | Humorista, actriz y presentadora de TV | 7.ª clasificada                     |                |
| Manu Sánchez   | 32 años        | Actor, humorista y presentador de TV   | 8.º clasificado                     |                |
| José Corbacho  | 52 años        | Actor, cineasta y humorista            | 9.º clasificado                     |                |

### Tu cara me suena 8(2020-2021)
- 10 de enero de 2020 – 8 de enero de 2021

Antena 3 renovó el programa por una octava edición que empezó a emitirse en enero de 2020, dejando septiembre, la fecha habitual de comienzo del programa, para el estreno de La Voz Kids. Cuenta con el mismo equipo que la edición anterior. En octubre de 2019 se empezaron a conocer los nombres de los primeros concursantes de la edición. Cabe destacar que, con motivo de la pandemia de coronavirus, el 20 de marzo se suspendió temporalmente el programa hasta que el 29 de noviembre de ese mismo año se retomaron las emisiones adaptadas a la nueva normalidad.
|                    |                | Edad                                         | Ocupación                        | Resultado     |
| ------------------ | -------------- | -------------------------------------------- | -------------------------------- | ------------- |
|                    | Jorge González | 31 años                                      | Cantante, concursante de OT 2006 | Ganador (36%) |
| Nerea Rodríguez    | 21 años        | Cantante, concursante de OT 2017             | 2.ª finalista (34%)              |               |
| Cristina Ramos     | 42 años        | Cantante, ganadora de Got Talent España      | 3.ª finalista (30%)              |               |
| Daniel Oviedo      | 21 años        | Cantantes, integrantes de Gemeliers          | 4.os finalistas (10%)            |               |
| Jesús Oviedo       | 21 años        | Cantantes, integrantes de Gemeliers          | 4.os finalistas (10%)            |               |
| Rocío Madrid       | 41 años        | Actriz y presentadora de TV                  | 5.ª finalista (6%)               |               |
| María Isabel       | 25 años        | Cantante, ganadora de Eurovisión Junior 2004 | 6.ª clasificada                  |               |
| Belinda Washington | 56 años        | Actriz, cantante y presentadora de TV        | 7.ª clasificada                  |               |
| Mario Vaquerizo    | 45 años        | Vocalista de Nancys Rubias                   | 8.º clasificado                  |               |
| El Monaguillo      | 46 años        | Humorista y actor                            | 9.º clasificado                  |               |

### Tu cara me suena 9(2021-2022)
- 5 de noviembre de 2021 - 4 de marzo de 2022

En la final de Tu cara me suena 8, el presentador confirmó que habría una novena edición. Esta seguiría contando con la presencia de Manel Fuentes como presentador y de Carlos Latre, Lolita Flores, Chenoa y Àngel Llàcer como jurado, mismo equipo que las temporadas anteriores. Además, se renovaron el plató, y la imagen y línea gráfica por cuarta vez en la historia del programa, teniendo en cuenta la original de 2011 y las renovaciones llevadas a cabo en 2015 y 2017.
|                 |         | Edad                                    | Ocupación                        | Resultado     |
| --------------- | ------- | --------------------------------------- | -------------------------------- | ------------- |
|                 | Agoney  | 26 años                                 | Cantante, concursante de OT 2017 | Ganador (53%) |
| NIA             | 27 años | Cantante, ganadora de OT 2020           | 2.ª finalista (26%)              |               |
| María Peláe     | 31 años | Cantante                                | 3.ª finalista (21%)              |               |
| Eva Soriano     | 32 años | Humorista y presentadora                | 4.ª finalista (15%)              |               |
| Rasel Abad      | 39 años | Cantante                                | 5.º finalista (3%)               |               |
| Loles León      | 71 años | Actriz                                  | 6.ª clasificada                  |               |
| Lydia Bosch     | 57 años | Actriz y presentadora                   | 7.ª clasificada                  |               |
| David Fernández | 51 años | Actor y humorista                       | 8.º clasificado                  |               |
| César Cadaval   | 57 años | Humoristas, integrantes de Los Morancos | 9.os clasificados                |               |
| Jorge Cadaval   | 61 años | Humoristas, integrantes de Los Morancos | 9.os clasificados                |               |

### Tu cara me suena 10(2023)
- 24 de marzo de 2023 - 21 de julio de 2023

En la final de Tu cara me suena 9, el presentador confirmó que habría una décima edición. Esta se empezaría a grabar en otoño de 2022 y contaría con la presencia de Manel Fuentes como presentador y de Carlos Latre, Lolita Flores, Chenoa y Àngel Llàcer como jurado, mismo equipo que las temporadas anteriores. En una de las galas, Lolita fue sustituida por María del Monte.
Por primera vez en la historia del programa, todas las galas de la edición fueron grabadas previamente, incluyendo la semifinal y la gala final, que hasta entonces siempre habían sido emitidas en directo.
|                 |                  | Edad                               | Ocupación                      | Resultado      |
| --------------- | ---------------- | ---------------------------------- | ------------------------------ | -------------- |
|                 | Miriam Rodríguez | 26 años                            | Cantante, finalista de OT 2017 | Ganadora (35%) |
| Andrea Guasch   | 32 años          | Actriz, cantante y bailarina       | 2.ª finalista (34%)            |                |
| Merche          | 49 años          | Cantautora                         | 3.ª finalista (31%)            |                |
| Jadel           | 38 años          | Cantante, ganador de El número uno | 4.º finalista (19%)            |                |
| Alfred García   | 26 años          | Cantante, finalista de OT 2017     | 5.º finalista (18%)            |                |
| Anne Igartiburu | 54 años          | Presentadora de TV                 | 6.ª clasificada                |                |
| Josie           | 43 años          | Diseñador y estilista              | 7.º clasificado                |                |
| Susi Caramelo   | 42 años          | Humorista, actriz y presentadora   | 8.ª clasificada                |                |
| Agustín Jiménez | 52 años          | Actor y humorista                  | 9.º clasificado                |                |

### Tu cara me suena 11(2024)
- 12 de abril de 2024 - 19 de julio de 2024

En la final de Tu cara me suena 10, el presentador confirmó que habría una undécima edición. Esta seguiría contando con la presencia de Manel Fuentes como presentador y de Carlos Latre, Lolita Flores, Chenoa y Àngel Llàcer como jurado, el mismo equipo que las temporadas anteriores. En varias galas, Àngel fue sustituido por Silvia Abril, José Corbacho y Santiago Segura debido a su baja por enfermedad. La gala final vuelve a ser en directo, después de que en la anterior temporada fuese grabada previamente.
|                      |                  | Edad                             | Ocupación                      | Resultado     |
| -------------------- | ---------------- | -------------------------------- | ------------------------------ | ------------- |
|                      | David Bustamante | 42 años                          | Cantante, finalista de OT 2001 | Ganador (45%) |
| Raoul Vázquez        | 27 años          | Cantante, concursante de OT 2017 | 2.º finalista (32%)            |               |
| Julia Medina         | 29 años          | Cantante, finalista de OT 2018   | 3.ª finalista (23%)            |               |
| Supremme de Luxe     | 45 años          | Drag queen, presentadora de TV   | 4.º finalista (13%)            |               |
| Conchita             | 43 años          | Cantante                         | 5.ª finalista (8%)             |               |
| Raquel Sánchez Silva | 51 años          | Presentadora de TV               | 6.ª clasificada                |               |
| Juanra Bonet         | 49 años          | Presentador de TV                | 7.º clasificado                |               |
| Miguel Lago          | 43 años          | Cómico y actor                   | 8.º clasificado                |               |
| Valeria Ros          | 38 años          | Cómica y presentadora            | 9.ª clasificada                |               |

### Tu cara me suena 12(2025)
- 4 de abril de 2025 - 11 de julio de 2025

En la final de Tu cara me suena 11, el presentador confirmó que habría una decimosegunda edición. Esta seguiría contando con la presencia de Manel Fuentes como presentador y de Lolita Flores, Chenoa y Àngel Llàcer como jurado. En febrero de 2025, se dio a conocer la incorporación de Florentino Fernández como nuevo miembro del jurado, tras la marcha de Carlos Latre del concurso después de once temporadas.
|                  |               | Edad                             | Ocupación                              | Resultado       |
| ---------------- | ------------- | -------------------------------- | -------------------------------------- | --------------- |
|                  | Melani García | 18 años                          | Cantante, ganadora de La Voz Kids 2018 | Ganadora (48 %) |
| Esperansa Grasia | 24 años       | Influencer y humorista           | 2.ª finalista (36 %)                   |                 |
| Mikel Herzog Jr. | 30 años       | Cantante                         | 3.er finalista (16 %)                  |                 |
| Ana Guerra       | 31 años       | Cantante, finalista de OT 2017   | 4.ª finalista (13 %)                   |                 |
| Gisela           | 46 años       | Cantante, concursante de OT 2001 | 5.ª finalista (12 %)                   |                 |
| Bertín Osborne   | 70 años       | Cantante y presentador           | 6.º clasificado                        |                 |
| Yenesi           | 24 años       | Cantante y actriz                | 7.ª clasificada                        |                 |
| Manu Baqueiro    | 54 años       | Actor                            | 8.º clasificado                        |                 |
| Goyo Jiménez     | 55 años       | Humorista y actor                | 9.º clasificado                        |                 |

## Palmarés
| Edición             | Fecha     | Ganador/a        | Subcampeón/a     | Tercer lugar        | Cuarto lugar     | Quinto lugar         |
| ------------------- | --------- | ---------------- | ---------------- | ------------------- | ---------------- | -------------------- |
| Tu cara me suena 1  | 2011      | Angy Fernández   | Santiago Segura  | Julio Iglesias, Jr. | Sylvia Pantoja   | Toñi Salazar         |
| Tu cara me suena 2  | 2012-2013 | Roko             | Daniel Diges     | Arturo Valls        | María del Monte  | Santiago Segura      |
| Tu cara me suena 3  | 2013-2014 | Edurne           | Melody           | Xuso Jones          | Llum Barrera     | Florentino Fernández |
| Tu cara me suena 4  | 2015-2016 | Ruth Lorenzo     | Edu Soto         | Pablo Puyol         | Ana Morgade      | Adrián Rodríguez     |
| Tu cara me suena 5  | 2016-2017 | Blas Cantó       | Rosa López       | Lorena Gómez        | Beatriz Luengo   | Canco Rodríguez      |
| Tu cara me suena 6  | 2017-2018 | Miquel Fernández | Lucía Gil        | Fran Dieli          | Diana Navarro    | Raúl Pérez           |
| Tu cara me suena 7  | 2018-2019 | María Villalón   | Carlos Baute     | Soraya Arnelas      | Mimi Doblas      | Jordi Coll           |
| Tu cara me suena 8  | 2020-2021 | Jorge González   | Nerea Rodríguez  | Cristina Ramos      | Gemeliers        | Rocío Madrid         |
| Tu cara me suena 9  | 2021-2022 | Agoney           | NIA              | María Peláe         | Eva Soriano      | Rasel Abad           |
| Tu cara me suena 10 | 2023      | Miriam Rodríguez | Andrea Guasch    | Merche              | Jadel            | Alfred García        |
| Tu cara me suena 11 | 2024      | David Bustamante | Raoul Vázquez    | Julia Medina        | Supremme de Luxe | Conchita             |
| Tu cara me suena 12 | 2025      | Melani García    | Esperansa Grasia | Mikel Herzog Jr.    | Ana Guerra       | Gisela               |

## Audiencias
| Edición                             | Fecha     | Cadena   | Espectadores | Cuota de pantalla | Gran final        |
| ----------------------------------- | --------- | -------- | ------------ | ----------------- | ----------------- |
| Tu cara me suena: Primera edición   | 2011      | Antena 3 | 2 915 000    | 18,9%             | 3 914 000 (25,9%) |
| Tu cara me suena: Segunda edición   | 2012-2013 | Antena 3 | 3 355 000    | 22,0%             | 4 048 000 (26,1%) |
| Tu cara me suena: Tercera edición   | 2013-2014 | Antena 3 | 2 809 000    | 19,9%             | 3 386 000 (24,6%) |
| Tu cara me suena: Cuarta edición    | 2015-2016 | Antena 3 | 3 215 000    | 22,3%             | 3 807 000 (25,7%) |
| Tu cara me suena: Quinta edición    | 2016-2017 | Antena 3 | 3 288 000    | 23,6%             | 4 012 000 (28,8%) |
| Tu cara me suena: Sexta edición     | 2017-2018 | Antena 3 | 2 198 000    | 16,9%             | 2 720 000 (20,3%) |
| Tu cara me suena: Séptima edición   | 2018-2019 | Antena 3 | 2 610 000    | 20,2%             | 3 136 000 (23,3%) |
| Tu cara me suena: Octava edición    | 2020-2021 | Antena 3 | 2 547 000    | 19,0%             | 3 341 000 (24,6%) |
| Tu cara me suena: Novena edición    | 2021-2022 | Antena 3 | 2 378 000    | 21,0%             | 2 737 000 (25,4%) |
| Tu cara me suena: Décima edición    | 2023      | Antena 3 | 1 794 000    | 19,1%             | 1 894 000 (23,4%) |
| Tu cara me suena: Undécima edición  | 2024      | Antena 3 | 1 673 000    | 19,6%             | 1 533 000 (21,4%) |
| Tu cara me suena: Duodécima edición | 2025      | Antena 3 | 1 743 000    | 21,7%             | 1 875 000 (25,1%) |

## Premios
- Premio Iris 2011 a mejor equipo de maquillaje, peluquería y caracterización.[4]
- Premio Iris 2012 a mejor programa de entretenimiento.
- Premio Iris 2012 a mejor equipo de maquillaje, peluquería y caracterización.
- Premio Antena de Oro 2012 a mejor presentador para Manel Fuentes.
- Frapa Awards 2012 a mejor concurso/reality del mundo.
- Premio FesTVal 2013 al programa más divertido.
- Premio Neox Fan Awards 2014 "Al Programón".
- Premio Ondas 2015: Mejor programa de entretenimiento.
- Premio FesTVal 2016 al mejor programa de entretenimiento.
- Premio FesTVal "Joan Ramon Mainat" 2016 al mejor presentador: Manel Fuentes.
- Premio "Aquí TV" a mejor jurado en un programa de televisión para Àngel Llàcer en la temporada 2016/2017[5]
- Premio Iris 2017 a mejor programa de entretenimiento.
- Premios TM 2023 a mejor talent show de 2023.[6]
- Premio Iris 2023 a Mejor Realización, Ferran Armengol.[7]
- Premio Iris 2024 a Mejor Producción de Entretenimiento, Corinna Sarsanedas y Anna Camprubí[8]

## Videojuego
El 4 de octubre de 2018 se anunció que un videojuego de música basado en el programa, titulado Tu cara me suena: El videojuego, está siendo desarrollado por el estudio español WildSphere en colaboración con los productores del formato, Atresmedia y Gestmusic, exclusivamente para PlayStation 4. Fue lanzado para la Navidad de 2018.